# Aist-Naarn-Kuppenland

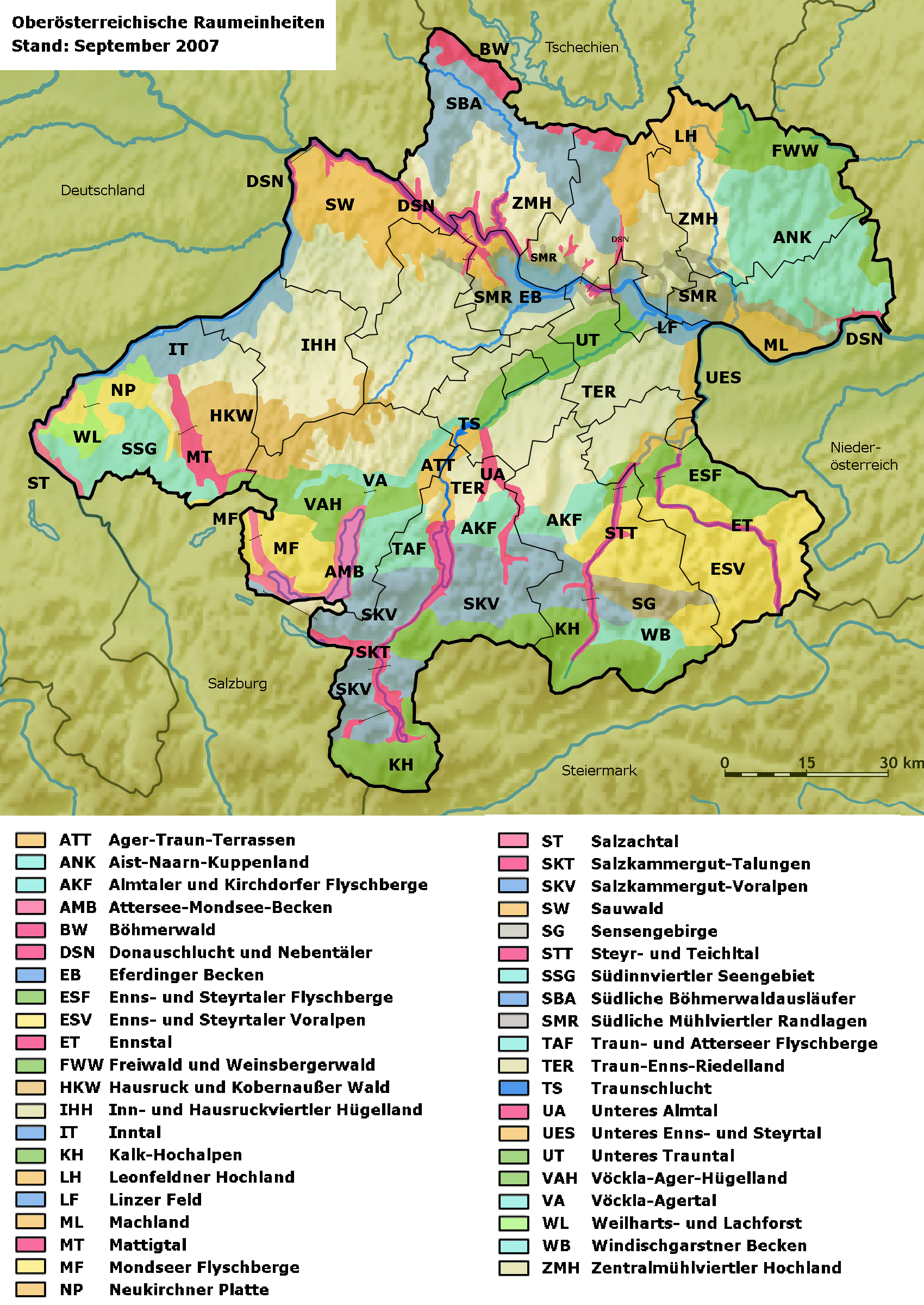
Alle OÖ Raumeinheiten

Das Aist-Naarn-Kuppenland ist eine von 41 Oberösterreichischen Raumeinheiten und liegt im Mühlviertel.

## Lage
Die Raumeinheit umfasst große Bereiche im unteren Mühlviertel. Rund 55 % der Fläche liegen im Bezirk Freistadt, die restlichen 45 % im Bezirk Perg.
Die Größe des Aist-Naarn-Kuppenlandes beträgt etwa 737,03 km². Der tiefste Bereich liegt bei rund 285 m ü. A. im Klammbachtal. Die höchsten Erhebungen des Gebiets ist der Schwarzberg bei Weitersfelden mit 996 m ü. A. sowie der Multerberg in Unterweißenbach mit 993 m ü. A.
Folgende Gemeindegebiete liegen größtenteils im Aist-Naarn-Kuppenland (beginnend im Norden): Bad Zell, Gutau, Kaltenberg, Königswiesen, Pierbach, Schönau, St. Leonhard, St. Oswald, Tragwein, Unterweißenbach, Weitersfelden, Allerheiligen, Bad Kreuzen, Dimbach, Grein, Münzbach, Pabneukirchen, Rechberg, Saxen, Schwertberg, St. Georgen, St. Nikola, St. Thomas am Blasenstein, Waldhausen, Windhaag bei Perg.
Die Raumeinheit ist von folgenden OÖ Raumeinheiten umgeben (Im Uhrzeigersinn, beginnend im Norden): Freiwald und Weinsberger Wald, Donauschlucht und Nebentäler, Südliche Mühlviertler Randlagen und Zentralmühlviertler Hochland.

## Charakteristik

Umgebung von Bad Zell in der Raumeinheit

- Stark gegliedertes Berg- und Hügelland der Böhmischen Masse, bis zu 1000 Metern Seehöhe. Es herrscht eine hohe Geländekontur mit engen Talabschnitten, wobei Plateaulagen selten sind. Reste ursprünglicher Steinblockwiesen sind zu finden („Steinreich“).
- Hoher Waldanteil. Gleichmäßige Verteilung von Kleinwäldern, wobei Fichten- und Kiefern dominieren, bevorzugt finden sich die Wälder auf Kuppen und deren steileren Hängen. Naturnahe Wälder sind nur mehr in zerstreuten Resten in steileren Hanglagen der Täler (Schluchtwälder, teilweise Linden-reich, Buchenwälder, im Südteil Eichen-Hainbuchenwälder) zu finden. In den Kleinstwaldflächen sind Birke, Espe und Kiefer vorhanden. Neuaufforstungen maschinell nicht bewirtschaftbarer landwirtschaftlicher Flächen.
- Reich verzweigtes Gewässernetz mit den Hauptflüssen Waldaist und Naarn. Zusätzlich gibt es viele Kleingerinne und Wiesenbäche. Oberläufe sind vielfach als weitgehend Wiesenbäche, oft auch verrohrt zu finden. Die Fließstrecken sind überwiegend naturnah. Die Talabschnitte existieren abwechselnd mit Bachwiesen und Schluchtstrecken. In den Mittel- und Unterläufen gibt es ausgeprägte Galeriewälder wie z. B. Grauerlenwälder im Engtal der Aist.
- Bemerkenswertes Vorkommen der Flussperlmuschel in der Waldaist und Naarn sowie ansehnliche Fischottervorkommen.
- Viele Klein- und Kleinstmoore bzw. anmoorige Flächen, vor allem im nordöstlichen Bereich.
- Kleinräumig strukturierte Landwirtschaft mit Wiesen, Wald und Äckern. Teilweise gute Ausstattung mit Kulturlandschaftselementen (Gehölzgruppen, Hecken, Lesesteinmauern, Böschungen, Magerwiesen und Wege mit zentralen Grünstreifen). Die Obstbaumwiesen sind kleinflächig und eher selten. Es gibt viele artenreiche (teils Orchideen-reiche) trockene und feuchte Magerwiesen in Hang- und Tallagen (Feuchtwiesen, Quell-Vernässungen, Trockenböschungen, sandige Grusrasen an Straßenböschungen), der Grünlandbereich ist jedoch überwiegend drainagiert.
- Kleine Ortszentren, eher Abwanderungstendenz und daher kaum Zersiedelung durch Einfamilienhäuser. Die kleinen Bauernhöfe sind vorwiegend einzeln stehend zu finden.